# Verzögerung (Telekommunikation)
Verzögerung (engl. Delay), auch Latenzzeit oder Latenz, tritt in der Telekommunikation auf als
- das Zeitintervall, um das ein Ereignis verzögert wird;
- die Zeit zwischen dem Auftreten eines Ereignisses und dem Auftreten eines erwarteten Folgeereignisses;
- in der Radartechnik als die elektronische Verzögerung des Starts der Zeitbasis, die zur Auswahl eines bestimmten Segments des Ganzen benutzt wird.

Die Ereignisse und deren Beziehungen müssen präzise spezifiziert werden. Eine Gesamtverzögerung kann mittels der Impulsantwort eines Geräts oder Systems demonstriert werden. In analogen Systemen ergibt sich die Gesamtverzögerung durch Funktionen im Frequenzbereich (Verzögerungszeit).

## Arten von Verzögerung
Verzögerung kann auf verschiedene Arten entstehen. Diese werden in vier Klassen eingeteilt:
- Die algorithmische Verzögerung entsteht durch Eigenschaften des zur Verarbeitung oder Übertragung des Signals verwendeten Algorithmus. Sie kann nur durch Änderung des Algorithmus beeinflusst werden. Beispiele: Paketweise Sprachdatenübertragung oder Interleaving in der Datenübertragung.
- Die Verarbeitungsverzögerung ist durch die zur Weiterverarbeitung des Signals benötigte Zeit bestimmt. Sie kann durch Einsatz von mehr Rechenleistung verringert werden. Beispiel: Rechenzeit eines MPEG-Encoders.
- Die Serialisierungsverzögerung ist die Zeit, die notwendig ist, um eine Dateneinheit komplett auf das Medium zu schicken. Es gilt: Serialisierungsverzögerung = Datenmenge / Datenrate.
- Die Ausbreitungsverzögerung, die durch Signallaufzeiten in Leitungen oder Luft entsteht. Durch Auswahl einer anderen Strecke kann diese in Grenzen beeinflusst werden. Es gilt: Ausbreitungsverzögerung = Strecke im Medium / Ausbreitungsgeschwindigkeit. Für die Ausbreitungsgeschwindigkeit können als Faustregel 5 Mikrosekunden pro Kilometer angenommen werden.

## Verzögerungen in der Sprachkommunikation
Die Verzögerung des Sprachsignals im Telefonnetz ist mit dem Echo, also dem gedämpften reflektierten Signal, das vom Empfänger zum Sender zurückläuft, ein wesentlicher Qualitätsparameter für die Sprachverständlichkeit. Aus diesem Grund wurden verschiedene Richtlinien festgelegt.

### Nationales Festnetz
Für die nationalen Festnetze wurde die Verzögerung in Deutschland auf einen Wert von 25 ms Ende-zu-Ende festgelegt, da bis zu diesem Wert gemäß ITU-T-Empfehlung G.131 „Control of talker echo“ keine aktiven Echokontrollmaßnahmen notwendig sind. Die 25 ms wurden dabei so aufgeteilt, dass die Endgeräte jeweils 5 ms verbrauchen dürfen und das Netz 15 ms (5 ms + 15 ms + 5 ms = 25 ms).

### Internationales Festnetz
Bei internationalen Verbindungen ist aufgrund der größeren Laufzeiten der Einsatz von „Echo Suppressors“ gemäß ITU-T-Empfehlung G.164 oder „Echo Cancellers“ gemäß ITU-T-Empfehlung G.165 notwendig.

### Internet
In der Internettelefonie kann die Verzögerung technikbedingt länger und daher die Qualität erheblich schlechter sein. Je nach verwendetem Codec dauern bereits Paketierung bzw. Depaketierung zwischen 20 und 25 ms. Dazu kommen die Transferzeiten für die IP-Pakete im Netzwerk.
Gemäß der ITU-T-Empfehlung G.114 ist oberhalb einer Einweglaufzeit von 400 ms keine Echtzeitkommunikation mehr möglich.